# Happiness Is a Warm Gun
"Happiness Is a Warm Gun" é uma canção da banda The Beatles composta por John Lennon, creditada a dupla Lennon-McCartney, e lançada no álbum The Beatles ou "Álbum Branco" de 1968.

## Origens da Criação
O título original da canção era “Happiness Is a Warm Gun in Your Hand” (“Felicidade é uma Arma Quente na sua Mão”), inspirado numa revista que por sua vez parodiava “Happiness Is a Warm Puppy,” um livro do personagem animado Charlie Brown, escrito por Charles Schulz em 1962.
De acordo com John Lennon, o título veio de uma revista sobre armas, que George Martin mostrou pra ele: “Eu acho que ele me mostrou a capa de uma revista que dizia ‘Felicidade é uma arma quente’… Era sobre armas. Eu achei uma coisa muito fantástica e insana pra se dizer. Uma arma quente significa que você acabou de atirar em algo.”

## Letra
Muitas interpretações diferentes da canção foram divulgadas através dos anos. Já foi dito que a “Arma Quente” era uma referência sobre o desejo sexual para com Yoko Ono chegando a compará-la com um revólver dizendo que "quando a segura em seus braços e sente o gatilho em seu dedo, ele sabe que ninguém pode fazer nenhum mal." E  também uma referência com o seu problema com heroína nas gravações do álbum (no caso a arma quente seria uma seringa carregada) apesar de Lennon ter declarado que não usava através de injeção. A seringa seria uma arma quente porque é uma coisa que faz ele se sentir bem mesmo sendo algo que o faz mal, como uma arma mesmo. Ao longo da canção ele diz que precisa de uma dose, e que a "Madre Superiora sacou a arma."

## Gravação
Lennon disse uma vez que a música é “um tipo de História do Rock ‘n roll,” já que contém cinco seções diferentes de estilos em menos de três minutos. A música começa com uma introdução suave ("She's not a girl who misses much…"). A bateria, baixo e a guitarra distorcida entram em um novo ponto surreal tomado pela viagem de ácido de Lennon e Derek Taylor, com Taylor contribuindo nas linhas de abertura. Após isso, a música entra num fragmento de uma canção chamada “I Need a Fix” (“Preciso de uma dose”) construído entre o solo. Esta seção leva a próxima com o refrão “Mother Superior jumped the gun.”
A seção final é uma espécie de valsa, com o título da música e os vocais de apoio (“bang, bang, shoot, shoot”).
Além disso, a construção métrica dela é uma das mais radicais; começa em 4/4, depois 3/4 (no solo e “I need a fix…”), depois vem 6/8, 3/4, e 4/4 no trecho “Mother Superior…” e 4/4 no refrão “Happiness…”
No trecho falado, (“When I hold you…”) a música entra levemente em 6/4 compassos. O trecho falado tem raízes na canção demo de “I'm So Tired,” que contém um trecho similar. No fim da música a bateria faz um som "seco" que lembra um tiro de arma de fogo.

## Lançamento e recepção
A Apple Records lançou The Beatles em 22 de novembro de 1968, com o LP duplo logo ganhando o título informal de "Álbum Branco" devido à sua capa crua. "Happiness Is a Warm Gun" foi sequenciada como a faixa final do lado um, seguindo "While My Guitar Gently Weeps". "Happiness Is a Warm Gun" era a faixa favorita de Harrison e McCartney no álbum. Todos os quatro Beatles mais tarde a identificaram como sua música favorita do álbum. Os censores americanos e britânicos ficaram insatisfeitos com a música e ela foi proibida pela BBC.
Nik Cohn deu ao álbum uma crítica desfavorável no The New York Times, mas ele escreveu: "A única faixa que eu me peguei ouvindo por prazer foi 'Happiness Is a Warm Gun', que obviamente é principalmente de John Lennon e que representa quase a mesma tradição de 'A Day in the Life' e 'I Am the Walrus'. "Cohn acrescentou que, embora a canção" inclua mais do que sua cota de poetismos incompletos ", ela desenvolve em "uma paródia maravilhosa do rock escolar em meados dos anos 50 de grupos como The Diamonds e The Monotones", durante a qual os colegas de banda de Lennon apoiam sua repetição da frase do título com interjeições de 'Bang bang - shoot shoot'". Cohn concluiu que "Só desta vez, a decolagem tem vantagem, não é pura autoindulgência." Hubert Saal, da Newsweek, também criticou fortemente a propensão dos Beatles para o pastiche, mas incluiu "Happiness Is a Warm Gun" entre os poucos sucessos que resultam quando eles abandonam suas tentativas de ser "Alexander Pope ou Max Beerbohm". Ele disse que apresentava "um final orgástico que Mick Jagger admiraria".
A Record Mirror comentou que a música começa como "uma balada serena, mas logo é assumida na verdadeira veia deste estilista", com a chegada do solo de "guitarra profunda" e letras referenciando a Madre Superiora e a sensação de "minhas mãos no seu gatilho". O crítico disse que "A arma de fogo se torna feminina e as letras ambíguas neste assunto estranho para uma música." Barry Miles escreveu no International Times: "'Happiness is a Warm Gun' é um dos maiores números do álbum. Mais uma vez, uma construção muito complexa em que a música tem três fases distintas terminando com um toque dos anos 50... Ela tem uma linha de baixo profunda em desenvolvimento e usa um trecho de 'Angel Baby' de Rosie & The Originals no final".
Coincidindo com o 50º aniversário de seu lançamento, Jacob Stolworthy do The Independent listou a música em segundo lugar em sua classificação das 30 faixas do Álbum Branco, abaixo de "While My Guitar Gently Weeps" de Harrison. Stolworthy a descreveu como "A arma carregada de uma faixa" e "uma das melhores canções de Lennon". Em 2006, Mojo colocou-o em 8º lugar na lista da revista "The 101 Greatest Beatles Songs". Em seu comentário com a seleção, a cantora e compositora americana Tori Amos destacou "Happiness Is a Warm Gun" como um raro exemplo de comentário social que faz sua declaração com sucesso "sem pregar". Amos acrescentou: "Os Beatles tinham a capacidade de fazer você pensar sobre o mundo, não apenas seu próprio mundinho. Eles podiam colocar o microcosmo e o macrocosmo na mesma música. Eles cantavam sobre drogas e armas sem me dizer o que sentir sobre isso. . Isso é genial." O biógrafo dos Beatles, Bill Harry, comenta a ironia de Lennon ter escrito uma canção intitulada "Happiness Is a Warm Gun" e, em seguida, ser fatalmente baleado em Nova Iorque em dezembro de 1980, tornando-se o "mais alto perfil" dos muitos músicos que morreram como resultado da grande disponibilidade de armas nos Estados Unidos.